# Asplenium nesioticum
Asplenium nesioticum là một loài thực vật có mạch trong họ Aspleniaceae. Loài này được Maxon miêu tả khoa học đầu tiên năm 1913.